# Szlovákia himnusza

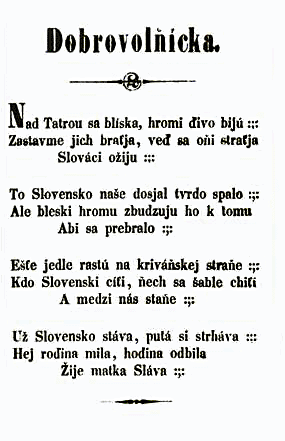
A szlovák himnusz

Szlovákia himnusza a Nad Tatrou sa blýska kezdetű dal. Szövegét Janko Matúška írta. 

## Keletkezése
A dal 1844-ben keletkezett egy tiltakozó akció során. A pozsonyi evangélikus líceum diákjai Lőcsére mentek, hogy tiltakozzanak a magyar hatóságok Ľudovít Štúr elleni eljárása ellen.  Dallama ihletőjének a szlovák „Kopala studienku” kezdetű népdalt tekintik. (Létezik egy erre nagyon hasonlító népies műdal, az „Azt mondják, nem adnak engem galambomnak” kezdetű.)
A dal az 1848/49-es szlovák nemzeti mozgalom során lett népszerű, bár csak 1851-ben publikálták először. 1920-ban az első versszak az akkor megszülető csehszlovák állam himnuszának második része lett (az első rész a mai Kde domov můj kezdetű cseh himnusz volt). (ISWC kódja: T-800.712.120-3) Az 1920–1938 közötti időben hivatalos magyar fordításban is lehetett énekelni rendezvényeken, ünnepségeken. Ez a szöveg a cseh „Hol a honom, hol a hazám” és a szlovák „Fenn a Tátra ormán villámok cikáznak” himnuszokból állt, melyek ma a két ország himnuszai, egykor pedig együtt alkották a csehszlovák himnuszt. 1993-ban az első két versszak lett a független Szlovákia nemzeti himnusza.

### A szlovák szöveg
Nad Tatrou sa blýska, hromy divo bijú,

Nad Tatrou sa blýska, hromy divo bijú,

Zastavme ich bratia, veď sa ony stratia, Slováci ožijú,

Zastavme ich bratia, veď sa ony stratia, Slováci ožijú.
To Slovensko naše posiaľ tvrdo spalo,

To Slovensko naše posiaľ tvrdo spalo, 

Ale blesky hromu vzbudzujú ho k tomu, aby sa prebralo,

Ale blesky hromu vzbudzujú ho k tomu, aby sa prebralo.
Už Slovensko vstáva putá si strháva,

Už Slovensko vstáva putá si strháva,

Hej rodina milá, hodina odbila, žije matka Sláva,

Hej rodina milá, hodina odbila, žije matka Sláva.
Ešte jedle rastú na krivánskej strane,

Ešte jedle rastú na krivánskej strane,

Kto jak Slovák cíti, nech sa šable chytí a medzi nás vstane,

Kto jak Slovák cíti, nech sa šable chytí a medzi nás vstane.

### Az 1920–1938 közötti szlovák himnusz hivatalos magyar szövege

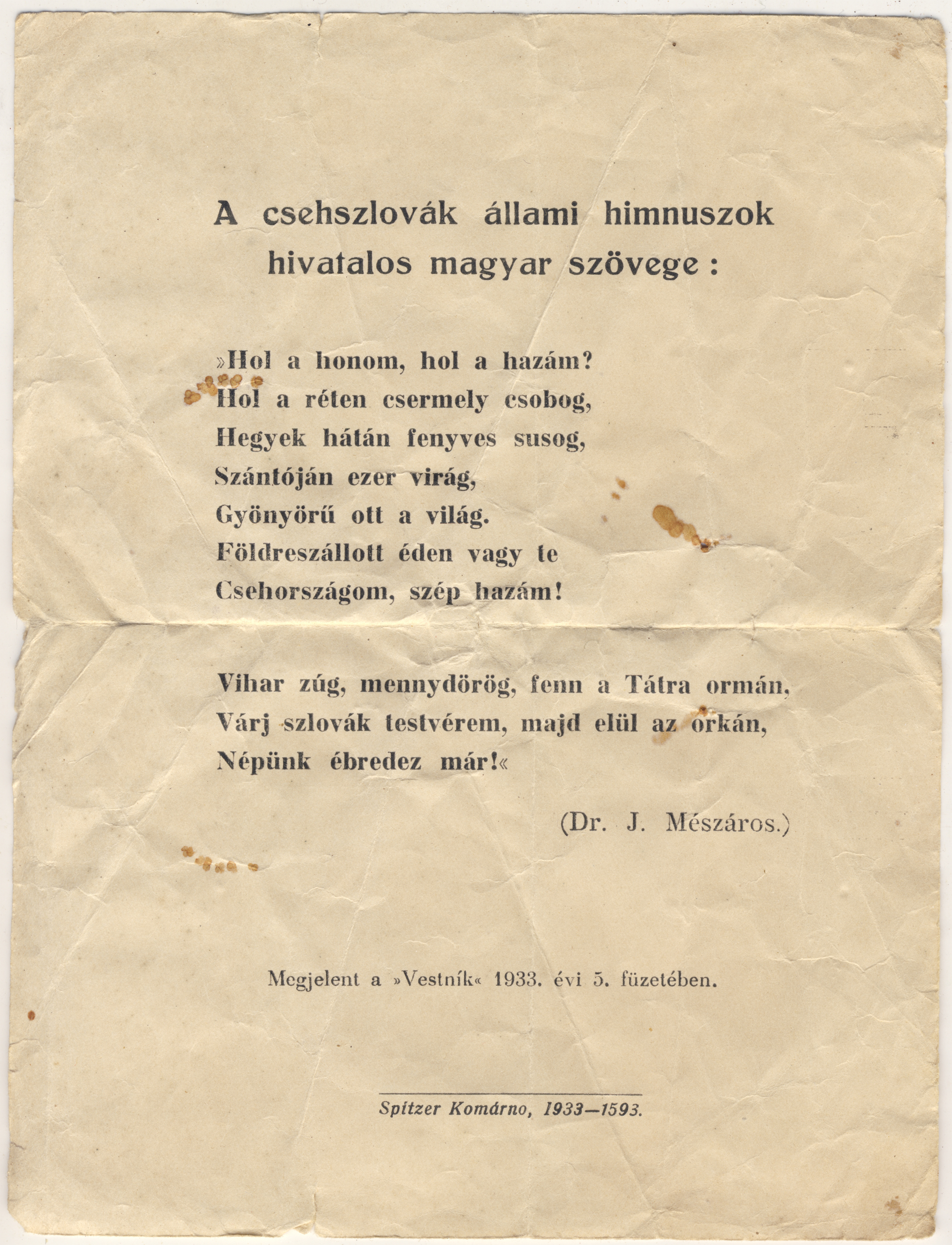

Fenn a Tátra ormán villámok cikáznak,

Fenn a Tátra ormán villámok cikáznak,

Állj meg szlovák testvér, elmúlik a veszély népünk ébredez már.

Állj meg szlovák testvér, elmúlik a veszély népünk ébredez már.

### Az első két versszak magyar fordítása
A Tátra fölött villámlik, vadul mennydörög,

A Tátra fölött villámlik, vadul mennydörög,

Állítsuk meg őket, testvérek, a szlovákok felélednek,

Állítsuk meg őket, testvérek, a szlovákok felélednek.
Ez a mi Szlovákiánk eddig mélyen aludt.

Ez a mi Szlovákiánk eddig mélyen aludt.

De a mennydörgő villámok felkelésre ösztönzik.

De a mennydörgő villámok felkelésre ösztönzik.